# Дерябин, Степан Андреевич
Степан Андреевич Дерябин (28 октября [10 ноября] 1906, Дерябино, Пермская губерния — 20 февраля 1993, Москва) — советский государственный и партийный деятель, депутат Верховного Совета РСФСР, майор.

## Биография
Степан Дерябин  родился 28 октября (10 ноября) 1906 года в селе Дерябино Меркушинской волости Верхотурского уезда Пермской губернии, ныне село входит в Городской округ Верхотурский Свердловской области.
С детства крестьянствовал в своём хозяйстве и работал лесорубом по найму, был секретарём сельского батрачного комитета Союза рабочих земли и леса.
В 1923—1934 годах был членом РЛКСМ, с 1926 года переименован в ВЛКСМ. Был делегатом районных, Тагильской окружной, Уральской областной конференций ВЛКСМ. В 1925—1926 годах работал секретарём Дерябинской ячейки.
В 1926 году поступил в Тагильскую окружную школу советского и партийного строительства.
В апреле 1927 года вступил в ВКП(б), в 1952 году партия переименована в КПСС.
С июля 1927 года, после окончания окружной советско-партийной школы, работал заведующим избой-читальней в селе Дерябино. В 1928–1929 годах — заведующий культурно-пропагандистским отделом Верхотурского районного комитета ВЛКСМ. С марта 1929 года секретарь Петрокаменского районного комитета ВЛКСМ, затем ответственный секретарь Макушинского районного комитета ВЛКСМ.
С 1930 года заведующий сельскохозяйственным сектором Уральского областного комитета ВЛКСМ.
С 1931 года директор молодёжного опытно-образцового совхоза «Большевик» в селе Карачельском Шумихинского района, в 1933 – сентябре 1935 года – директор зерносовхоза «Белозерский» Белозерского района. В 1938 году окончил Всесоюзную академию социалистического земледелия. В октябре 1938 – 1940 годах возглавлял совхоз «Магнитный».
С 1940 года на партийной работе в Челябинском областном комитете ВКП(б), заместитель заведующего и с августа 1940 года — заведующий сельскохозяйственным отделом Челябинского областного комитета ВКП(б).
После образования Курганской области (февраль 1943 года) – второй секретарь Курганского областного комитета ВКП(б).
С 21 ноября 1947 года – третий, с 31 марта 1948 года по июнь 1951 года – второй секретарь Вологодского областного комитета ВКП(б).
С 14 апреля 1951 года по 16 сентября 1952 год — секретарь и член Бюро ЦК КП(б) Эстонии.
С мая 1953 года по 1959 год — заведующий сельскохозяйственным отделом, затем секретарь Томского областного комитета КПСС.
С декабря 1953 года по 1954 год — заведующий сельскохозяйственным отделом Татарского областного комитета КПСС.
13 марта 1958 года уволен в воинский запас в звании майора.
В декабре 1959–1961 годах начальник управления совхозов Министерства сельского хозяйства РСФСР.
В 1961–1965 годах начальник Главного производственного управления Уральского региона Министерства заготовок и производства сельскохозяйственных продуктов РСФСР. С 1965 года до выхода на пенсию в мае 1968 года – начальник Главного производственного управления Урала и Западной Сибири Министерства сельского хозяйства РСФСР.
В 1968–1973 годах научный сотрудник Всесоюзного института научно-технической информации по сельскому хозяйству.
Депутат Верховного Совета РСФСР II (избран по Каргапольскому избирательному округу) и III созывов.
Степан Андреевич Дерябин умер 20 февраля 1993 года в городе Москве. Похоронен <где?>.

## Награды
- Орден «Знак Почёта», 11 мая 1942 года[6]
- Орден Отечественной войны II степени, 16 сентября 1945 года[7]
- Медаль «За победу над Германией в Великой Отечественной войне 1941—1945 гг.»
- Медаль «За доблестный труд в Великой Отечественной войне 1941—1945 гг.»[8]

## Семья
Сын Юрий (3 января 1932, Карачельское — 1 августа 2013, Москва) — российский дипломат.